# Dušan Fitzel
Dušan Fitzel (* 15. dubna 1963 Bojnice, Československo) je bývalý československý fotbalista, obránce a záložník. Po skončení aktivní kariéry působí jako trenér a fotbalový funkcionář.

## Fotbalová kariéra
Odchovanec Baníku Prievidza, hrál za Dukla Banská Bystrica (1979-1982), VTJ Hradec Králové (1982-1983), Duklu Praha (1983-1992), kyperský klub EPA Larnaca (1992-1994) a FK Chmel Blšany (1994-1995).

## Ligová bilance
| Ročník                                   | Zápasy | Góly | Klub            |
| ---------------------------------------- | ------ | ---- | --------------- |
| 1. československá fotbalová liga 1983/84 | 1      | 0    | Dukla Praha     |
| 1. československá fotbalová liga 1984/85 | 10     | 0    | Dukla Praha     |
| 1. československá fotbalová liga 1985/86 | 25     | 1    | Dukla Praha     |
| 1. československá fotbalová liga 1986/87 | 24     | 0    | Dukla Praha     |
| 1. československá fotbalová liga 1987/88 | 30     | 1    | Dukla Praha     |
| 1. československá fotbalová liga 1988/89 | 30     | 0    | Dukla Praha     |
| 1. československá fotbalová liga 1989/90 | 10     | 0    | Dukla Praha     |
| 1. československá fotbalová liga 1990/91 | 18     | 1    | Dukla Praha     |
| 1. československá fotbalová liga 1991/92 | 10     | 0    | Dukla Praha     |
| 1. kyperská liga 1992/93                 | 20     | 2    | EPA Larnaca     |
| 1. kyperská liga 1993/94                 | 22     | 1    | EPA Larnaca     |
| 2. česká fotbalová liga 1994/95          | -      | 2    | FK Chmel Blšany |
| CELKEM                                   | -      | -    |                 |

## Trenérská kariéra
Jako trenér vedl juniorské reprezentační výběry České republiky U18 až U21.
- 1999-2000 trenér týmu do 18 let, který se kvalifikoval na ME U18 v Německu, kde skončil na 4. místě a postoupil na MS U20 v Argentině v roce 2001, kde tým skončil na 7. místě jako nejlepší tým z Evropy.
- 2001-2002 trenér výběru U19, s kterým získal 2. místo na ME ve Finsku.
- 2002-2004 asistent týmu do 21 let, který získal titul mistra Evropy. Po tomto úspěchu pokračoval dále jako asistent trenéra u U21 v dalším kvalifikačním období 2003-04. V tuto dobu, kromě trenérské funkce, vykonával na ČMFS i funkci vedoucího oddělení reprezentačních týmů.
- 2006-2009 - zahraniční angažmá na Maltě, kde za čtyřleté působení u seniorské reprezentace Malty zaznamenal s týmem jedno z nejúspěšnějších období pro maltskou reprezentaci.
- Od roku 2009 - sportovně technický ředitel ČMFS.